# Vrh svislý
Vrh svislý je pohyb tělesa v homogenním gravitačním poli, při kterém počáteční rychlost tělesa má směr svisle vzhůru – proti směru gravitační síly. Kromě gravitační síly nepůsobí na těleso žádná další síla (příp. jsou další síly zanedbatelné).
Vrh svislý je v první fázi (pohyb nahoru) rovnoměrně zrychlený přímočarý pohyb se záporným zrychlením, jehož velikost se rovná gravitačnímu zrychlení. Rychlost tělesa se v první fázi zmenšuje, až dosáhne nuly, těleso se na okamžik zastaví v největší výšce (největší vzdálenosti) a začne druhá fáze – volný pád.
Vrh svislý vzniká složením rovnoměrného pohybu s počáteční rychlostí a rovnoměrně zrychleného pohybu se zrychlením proti směru počáteční rychlosti.
Výpočet okamžité výšky h svislého vrhu:
{\displaystyle h=h_{0}+v_{0}t-{\frac {1}{2}}gt^{2}}
kde h0 je počáteční výška, v0 je počáteční rychlost, g je gravitační zrychlení (příp. tíhové zrychlení), t je čas od počátku vrhu
Výpočet největší výšky h svislého vrhu:
{\displaystyle h=h_{0}+{\frac {v_{0}^{2}}{2g}}}
kde v0 je počáteční rychlost, g je gravitační zrychlení (příp. tíhové zrychlení)
Výpočet času t dosažení největší výšky:
{\displaystyle t={\frac {v_{0}}{g}}}
kde v0 je počáteční rychlost, g je gravitační zrychlení (příp. tíhové zrychlení)
Rychlost dopadu tělesa do původního místa je stejná jako počáteční rychlost.
Při vrhu svislém se počáteční kinetická energie mění na gravitační potenciální energii a po dosažení největší výšky se naopak gravitační potenciální energie mění na kinetickou energii tělesa. 